# Parigi-Tours Espoirs 2007
La Parigi-Tours Espoirs 2007, sessantacinquesima edizione della corsa e valida come evento dell'UCI Europe Tour 2007 categoria 1.2, riservata agli Under 23, si svolse il 14 ottobre 2007 su un percorso di 187 km. Fu vinta dal belga Jürgen Roelandts che giunse al traguardo con il tempo di 4h08'53".
Al traguardo 146 ciclisti portarono a termine il percorso.

## Ordine d'arrivo (Top 10)
| Pos. | Corridore           | Squadra        | Tempo    |
| ---- | ------------------- | -------------- | -------- |
| 1    | Jürgen Roelandts    | Davitamon      | 4h08'53" |
| 2    | Florian Vachon      | Montmarault    | s.t.     |
| 3    | Jan Bakelants       | Beveren 2000   | s.t.     |
| 4    | Jérôme Baugnies     | Davitamon      | a 7"     |
| 5    | Kristof Goddaert    | Davitamon      | a 15"    |
| 6    | Benjamin Gourgue    | Wallonie       | a 18"    |
| 7    | Guillaume Blot      | Austreberthe   | a 23"    |
| 8    | Laurent Beuret      | SCO Dijon      | s.t.     |
| 9    | Guillaume Bonnafond | Chambéry       | s.t.     |
| 10   | Pierre Rousseau     | Cycle Poitevin | s.t.     |